# ردپای من
ردپای من (کره‌ای: 마이 런웨이) یک مجموعه تلویزیونی اینترنتی کره جنوبی سال ۲۰۱۶ به کارگردانی هو چان و با بازی پارک جی یون و کیم دونگ هو است. این مجموعه از ۲۰ دسامبر تا ۳۱ دسامبر ۲۰۱۶ برای ۶ قسمت پخش شد.